# Walther Förster
Walther Alexander Förster (* 4. Januar 1886 in Mittelherwigsdorf; † 6. Juni 1946 in Bautzen) war ein deutscher Kommunalpolitiker. Er war in der Zeit des Nationalsozialismus von 1933 bis 1935 und von 1939 bis 1945 Oberbürgermeister von Bautzen.
Er war der Sohn des Landwirts Reinhold Förster und besuchte das Realgymnasium in Zittau und die Universitäten in Leipzig und München. Während seines Studiums wurde er 1906/07 Mitglied der Landsmannschaft Brunsviga Leipzig. 1910 legte er das erste und 1915 das zweite juristische Staatsexamen ab. Nach dem Kriegsdienst wurde er 1919 Regierungsassistent, später Staatsrat in Radeberg. 1923 wechselte er nach Bautzen, wo er 1926 zum Bürgermeister gewählt wurde. 1933 erfolgte seine Ernennung zum Oberbürgermeister. Dieses Amt übte er bis zum 15. Februar 1935 aus. Aufgrund seiner Mitgliedschaft bei den Freimaurern wurde er als Oberbürgermeister von Erich Opitz abgelöst und zum Bürgermeister degradiert. 1939 wurde er vertretungsweise für Erich Opitz wieder mit dem OB-Amt beauftragt. 1945 wurde er seines Amtes enthoben. Er starb im folgenden Jahr im Speziallager Bautzen.